# Crocallis elinguaria
Pour les articles homonymes, voir Phalène.
Espèce
Crocallis elinguaria, la Phalène de la mancienne, Crocalle commune ou Crocalle aglosse, est une espèce de lépidoptères (papillons) de la famille des Geometridae et de la sous-famille des Ennominae.

## Description
L'envergure du papillon varie de 40 à 46 mm, les ailes sont brunes, les antérieures traversées par une bande brun-orangé ornée d'une petite tache noirâtre. Elles se terminent en pointe. De fortes variations de couleurs existent (voir photos) et des individus mélaniques sont connus. Les ailes postérieures sont plus uniformes.
Les chenilles arpenteuses, grisâtres, ont la forme de rameaux.

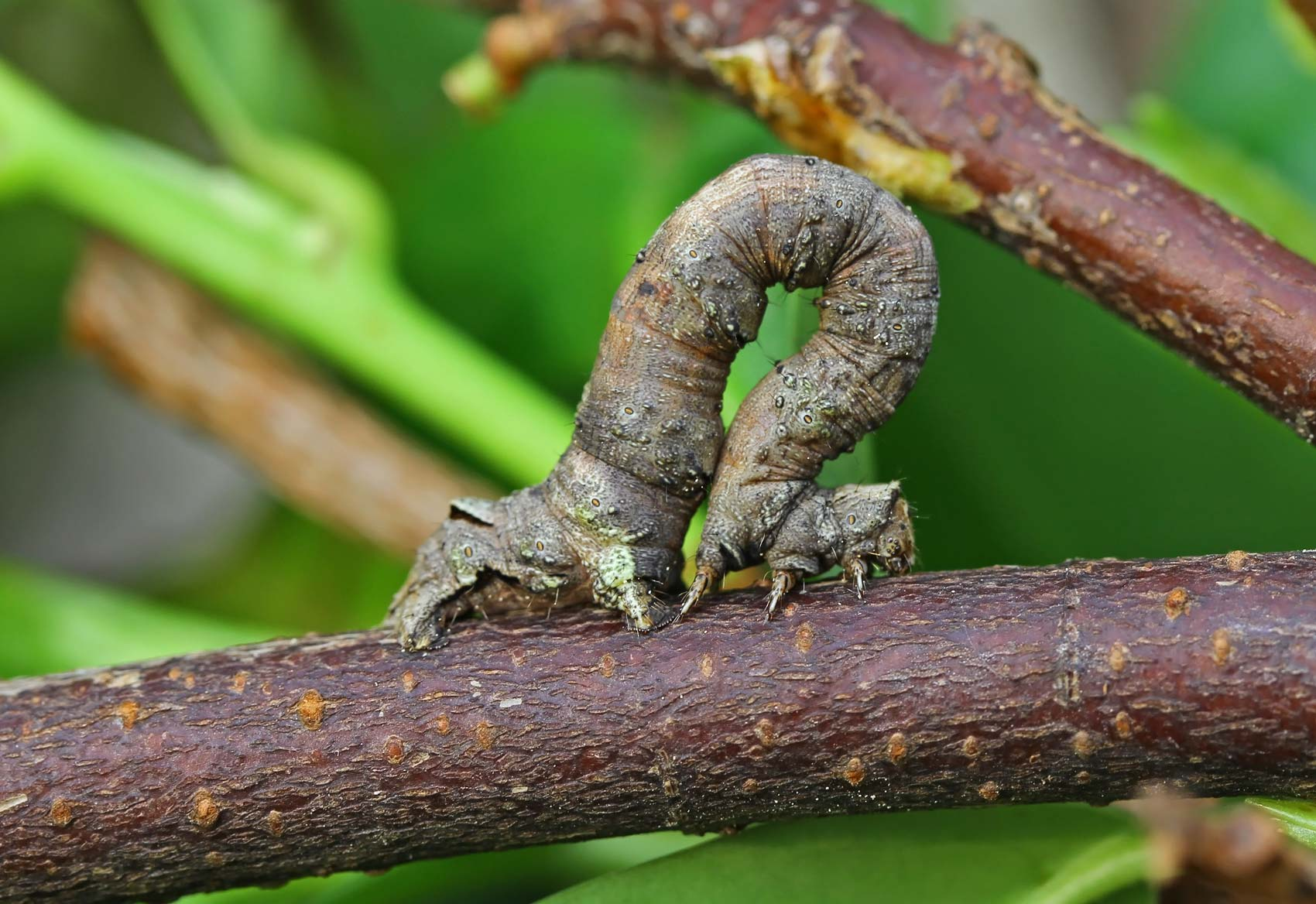
Chenille

## Distribution
Europe, Maroc jusqu'au Kazakhstan en Asie.

## Écologie
Le papillon vole la nuit en une génération en juillet et août. Il est attiré par la lumière. Il fréquente des milieux divers : forêts claires, haies, jardins.
La chenille très polyphage consomme les feuilles de divers arbres et arbustes caducifoliés dont saules, bouleaux, hêtres, lilas, ronces...
L'espèce hiberne sous forme d'œufs.